# دیدارهای فوتبال ایران و الجزایر
تیم ملی ایران و تیم ملی الجزایر تاکنون ۴ بار در مقابل یکدیگر قرار گرفته‌اند. حاصل این بازیها، ۲ برد برای تیم ایران و ۲ برد برای تیم الجزایر بوده است. در این بازیها جمعاً ۱۰ گل به ثمر رسیده است که سهم هر تیم ۵ گل می‌باشد. همچنین دو بازی غیررسمی هم میان ایران و الجزایر برگزار شده که حاصل آن ۱ برد برای الجزایر و ۱ تساوی بوده اما چون در این بازی‌ها ترکیب یکی از دو تیم متشکل از بازیکنان تیم ب یا ارتش بوده در آمار دیدارهای رو در روی دو تیم به حساب نمی‌آید.
مهم‌ترین بازی بین این دو تیم برگزاری سوپر کاپ آفریقا-آسیا می‌باشد که تیم ملی الجزایر توانست به خاطر گل زده در بازی رفت در تهران عنوان قهرمانی را از آن خود کند
ایران برنده

## اولین بازی
اولین بازی بین این دو تیم در تاریخ نهم تیر ۱۳۶۰ در طرابلس برگزار شد که الجزایر با حساب ۱ بر ۰ برنده از زمین خارج شد. با این حال گفته می‌شود تیمی که به نمایندگی از ایران در این دیدار به میدان رفت تیم ارتش بوده است. اولین دیدار رسمی این دو تیم در ۵ مهر ۱۳۷۰ در چارچوب مسابقات جام ملت‌های آفریقا-آسیا بوده است.

## بهترین برد
بهترین برد تیم ملی ایران در برابر تیم ملی الجزایر کسب نتیجه ۲ بر ۱ می‌باشد که دو بار تکرار شده است
بهترین برد تیم ملی الجزایر در برابر تیم ملی ایران کسب نتیجه ۲ بر ۱ می‌باشد

## بررسی کلی بازیها
| بردهای ایران   | ۲ بازی |               | گل‌های ایران | ۵ گل                             |        | بازی‌های برگزار شده در ایران | ۱ بازی |
| مساوی          | ۰ بازی | گل‌های الجزایر | ۵ گل        | بازی‌های برگزار شده در کشور بی‌طرف | ۲ بازی |                             |        |
| بردهای الجزایر | ۲ بازی |               |             | بازی‌های برگزار شده در الجزایر    | ۱ بازی |                             |        |
| مجموع بازی‌ها   | ۴ بازی | مجموع گل‌ها    | ۱۰ گل       | مجموع بازی‌ها                     | ۴ بازی |                             |        |

آمار بازی‌های دوستانه غیررسمی لحاظ نشده است

## عنوان بازیها
| #   | عنوان بازی             | تعداد بازی | برد ایران | برد الجزایر | مساوی |
| --- | ---------------------- | ---------- | --------- | ----------- | ----- |
| ۱   | دوستانه                | ۲          | ۱         | ۱           | ۰     |
| ۲   | جام ملت‌های آفریقا–آسیا | ۲          | ۱         | ۱           | ۰     |
| جمع | جمع                    | ۴          | ۲         | ۲           | ۰     |

| عملکرد دو تیم در بازیهای رسمی | عملکرد دو تیم در بازیهای رسمی | عملکرد دو تیم در بازیهای رسمی | عملکرد دو تیم در بازیهای رسمی |
| ----------------------------- | ----------------------------- | ----------------------------- | ----------------------------- |
| بازی                          | برد ایران                     | برد الجزایر                   | مساوی                         |
| ۲ بازی                        | ۱ بازی                        | ۱ بازی                        | ۰ بازی                        |

آمار بازی‌های دوستانه غیررسمی لحاظ نشده است

## میزبان و میهمان
| بازیهایی که در ایران برگزار شده است       | بازیهایی که در ایران برگزار شده است | بازیهایی که در ایران برگزار شده است | بازیهایی که در ایران برگزار شده است |
| تیم                                       | برد                                 | مساوی                               | باخت                                |
| ----------------------------------------- | ----------------------------------- | ----------------------------------- | ----------------------------------- |
| ایران                                     | ۱                                   | ۰                                   | ۰                                   |
| الجزایر                                   | ۰                                   | ۰                                   | ۱                                   |
| بازیهایی که در الجزایر برگزار شده است     |                                     |                                     |                                     |
| تیم                                       | برد                                 | مساوی                               | باخت                                |
| ایران                                     | ۰                                   | ۰                                   | ۱                                   |
| الجزایر                                   | ۱                                   | ۰                                   | ۰                                   |
| بازیهایی که در کشوری بی‌طرف برگزار شده است |                                     |                                     |                                     |
| تیم                                       | برد                                 | مساوی                               | باخت                                |
| ایران                                     | ۱                                   | ۰                                   | ۱                                   |
| الجزایر                                   | ۱                                   | ۰                                   | ۱                                   |

آمار بازی‌های دوستانه غیررسمی لحاظ نشده است

## فهرست کلی بازیها

### مسابقات رسمی و دوستانه
| # | تاریخ     | نتیجه بازی        | ورزشگاه / شهر         | عنوان بازیها           | گلزنان                                                          |
| - | --------- | ----------------- | --------------------- | ---------------------- | --------------------------------------------------------------- |
| ۴ | ۱۴۰۱/۳/۲۲ | ایران ۱–۲ الجزایر | سحیم بن حمد، دوحه     | بازی دوستانه           | علیرضا جهانبخش (۶۴) ** ریاض بنایض (۴۳) – محمد الامین عموره (۸۲) |
| ۳ | ۱۳۹۷/۱/۷  | ایران ۲–۱ الجزایر | یو پی سی آرنا، گراتس  | بازی دوستانه           | سردار آزمون (۱۱) – مهدی طارمی (۱۹) ** فاروق شافعی (۵۶)          |
| ۲ | ۱۳۷۰/۷/۲۱ | ایران ۰–۱ الجزایر | ۵ ژوئیه ۱۹۶۲، الجزیره | جام ملت‌های آفریقا–آسیا | علی بن حلیمه (۷۸)                                               |
| ۱ | ۱۳۷۰/۷/۵  | ایران ۲–۱ الجزایر | آزادی، تهران          | جام ملت‌های آفریقا–آسیا | صمد مرفاوی (۱۳ و ۷۸) ** محی‌الدین مفتاح (۲۳)                     |

### مسابقات دوستانه غیررسمی
این بازی‌ها از سوی فیفا به رسمیت شناخته نمی‌شوند
| # | تاریخ      | نتیجه بازی        | ورزشگاه / شهر                 | عنوان بازیها | گلزنان                                                |
| - | ---------- | ----------------- | ----------------------------- | ------------ | ----------------------------------------------------- |
| - | ۱۳۸۰/۱۲/۱۲ | ایران ۰–۰ الجزایر | ورزشگاه محمد پنجم، کازابلانکا | جام ال‌جی     | تیم ب الجزایر در این بازی به میدان رفت                |
| - | ۱۳۶۰/۴/۹   | ایران ۰–۱ الجزایر | طرابلس لیبی                   | دوستانه      | احتمالا تیم ارتش ایران در این بازی به میدان رفته است. |

## گلزنان
کلا ۳ بازیکن ایرانی با پیراهن تیم ملی ایران موفق به زدن گل به تیم ملی الجزایر شده‌اند که صمد مرفاوی با زدن ۲ گل بهترین گلزن ایران در تاریخ جدالهایش با تیم ملی الجزایر است
سه بازیکن الجزایری نیز موفق به گلزنی برای این آفریقایی در برابر ایران شده‌اند

### گلزنان ایران
- ۲ گل: صمد مرفاوی
- ۱ گل: سردار آزمون – مهدی طارمی – علیرضا جهانبخش

### گلزنان الجزایر
- ۱ گل: فاروق شافعی – علی بن حلیمه – محی‌الدین مفتاح – ریاض بنایض – محمد الامین عموره